# Joan Manel Blanc i Bertrand
Joan Manel Blanc i Bertrand (Barcelona, 1917 - Barcelona, 17 d'octubre de 1983) fou un tennista català de la dècada de 1940.

## Trajectòria
Era membre del Reial Club de Tennis Barcelona. Fou un tennista especialitzat en dobles. Fou campió de Catalunya absolut l'any 1940 i campió de Catalunya de dobles (1934, 1935, 1942, 1949). També fou dues vegades campió d'Espanya individual (1940, 1941) i dues el de dobles (1935, 1941). Participà en una eliminatòria de Copa Davis el 1936, fent parella amb Enrique Maier, essent derrotats pels alemanys Gottfried von Cramm i Kai Lund. Els seus millors anys van coincidir amb la guerra civil espanyola i la Segona Guerra Mundial, fet que limità la seva trajectòria.
Un cop retirat fou capità de l'equip espanyol de Copa Davis l'any 1959.